# 線紋密光鰓魚
線紋密光鰓魚（學名：Pycnochromis lineatus），為輻鰭魚綱鱸形目雀鯛科密光鰓魚屬的其中一種，分布於印度太平洋區，包括聖誕島、印尼、菲律賓、帛琉、新幾內亞、新不列顛、所羅門群島與澳洲大堡礁北方等海域，深度2至35公尺，體長可達7公分，棲息在臨海珊瑚礁坡，單獨或成小群活動，以浮游生物為食，繁殖期時會成對出現，具領域性，雄魚會守護魚卵直到卵孵化，可做為觀賞魚。